# 水内龍太

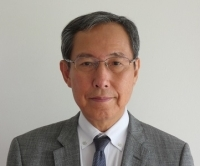
在オーストリア日本国大使館ウェブページより（令和５年１２月）

水内 龍太（みずうち りゅうた、1959年〈昭和34年〉12月11日 - ）は、東京都出身の日本の外交官。
在デュッセルドルフ総領事、科学技術振興機構参事役（国際戦略担当）、駐ザンビア大使などを経て、2022年11月から駐オーストリア兼コソボ大使を務める。

## 略歴
- 1993年3月　京都大学法学部卒業
- 1983年4月　外務省入省
- 1999年2月　大臣官房総務課企画官 兼 大臣官房総務課行政改革推進室（1999年3月まで）
- 1999年3月　兼 総合外交政策局科学原子力課
- 1999年4月　総合外交政策局科学原子力課企画官
- 2000年7月　総合外交政策局軍備管理軍縮課兵器関連物資等不拡散室長
- 2002年10月　国際情報局分析第一課長
- 2004年8月　在イスラエル日本国大使館 参事官
- 2007年3月　在オーストリア日本国大使館 参事官
- 2008年1月　在オーストリア日本国大使館 公使
- 2009年7月　在ドイツ日本国大使館 公使
- 2012年9月　内閣官房内閣情報調査室内閣衛星情報センター分析部長
- 2015年10月　外務省在デュッセルドルフ日本国総領事館 総領事
- 2018年9月　国立研究開発法人科学技術振興機構 参事役（国際戦略担当）
- 2020年9月　ザンビア国駐箚 特命全権大使
- 2022年11月　オーストリア国兼コソボ国駐箚 特命全権大使

## 同期
- 相川一俊（23年EU大使・20年イラン大使）
- 相星孝一（21年韓国大使・18年イスラエル大使・14年ASEAN大使）
- 尾池厚之（23年ジュネーブ代表部大使・20年ユネスコ大使）
- 小笠原一郎（19年軍縮会議大使・16年マダガスカル大使）
- 奥山爾朗（22年ヨルダン大使）
- 片山和之（23年日本台湾交流協会台北事務所長・20年ペルー大使）
- 金杉憲治（23年中国大使）
- 杵渕正巳（22年ボスニアヘルツェゴビナ大使・20年東ティモール大使）
- 木村元（20年モザンビーク大使）
- 新美潤（22年OECD大使）
- 丸山則夫（22年アイルランド大使）
- 水鳥真美（18年国連事務総長特別代表）
- 道上尚史（23年ブルガリア大使・21年ミクロネシア連邦大使）
- 南博（22年オランダ大使）
- 宮原信孝（18年笹川平和財団研究員）
- 村林弘文（21年在ヒューストン日本国総領事）
- 森健良（21年外務事務次官）
- 山﨑和之（23年国連大使）
- 山田滝雄（20年ベトナム大使・17年ユネスコ大使・10年ASEAN大使）
- 山本広行（23年ベラルーシ大使・20年トルクメニスタン大使）
- 和田充広（21年パキスタン大使）